# YouControl
YouControl是乌克兰在线分析系统，可实现商业分析、获取竞争情报和对交易对手进行检视。而乌克兰同名IT公司则基于开放数据开发和开发了这一系统和对应的服务。
截至2022年底，公司专家已为6000余名乌克兰中央执行机构和政府的地方代表进行了培训。公司拥有约600家社会合作伙伴（媒体、公共组织）。借助此系统，已有7000多次新闻调查得以完成。60所乌克兰高等教育机构与YouControl合作。网站储存了乌克兰所有企业和FOP的注册和历史数据（超过600万个文件），以及大约1亿份法庭文件（其中一些文件有时由于各种原因从州法院登记册中消失，但用户通过YouControl系统得以访问）。